# Józef Stecki
Józef Stecki (ur. 8 marca 1820, zm. 10 sierpnia 1880 w Kostromie) – polski ksiądz katolicki, uczestnik ruchu narodowego powstania styczniowego, zesłaniec syberyjski.

## Biografia
Józef Stecki urodził się 8 marca 1820 roku w rodzinie szlacheckiej w Płockiem (wg innej wersji w pow. wieluńskim). W 1840 wstąpił do seminarium duchownego w Warszawie. Jako kleryk diecezji augustowskiej w latach 1842-1846 studiował w Akademii Duchownej Rzymsko-Katolickiej, po której ukończeniu został prefektem w Instytucie Głuchoniemych w stolicy.
W 1846 roku ukończył studia jako kandydat teologii. W tym samym roku otrzymał święcenia kapłańskie.
Był wikariuszem w parafii św. Andrzeja w Warszawie.
W latach 1848–1853 w Konsystorzu Warszawskim pełnił funkcje archiwisty. Odegrał dużą rolę w czasie powstania styczniowego, brał udział w manifestacjach patriotycznych, był członkiem delegacji miejskiej za czasów „rewolucji moralnej”.
Od 1854 był wikariuszem w warszawskim kościele św. Karola Boromeusza przy ul. Chłodnej. Zajmował się również publicystyką i językoznawstwem. W 1861, sympatyzując z ruchem niepodległościowym, był współorganizatorem kilku manifestacji patriotycznych w Warszawie, blisko współpracując z wikarym tejże parafii ks. Józefem Wyszyńskim.
Po zastrzeleniu 5 manifestantów 27 lutego 1861 na Krakowskim Przedmieściu w Warszawie wszedł razem z Wyszyńskim w skład złożonej z czołowych przedstawicieli społeczności warszawskiej Delegacji Miejskiej, prowadzącej negocjacje z władzami w celu uspokojenia napiętej sytuacji. Był jednym z najaktywniejszych członków Delegacji, urzędującej w Ratuszu. Był też członkiem komitetu organizacyjnego pogrzebu tzw. "pięciu poległych", ofiar tej manifestacji.
Po rozwiązaniu Delegacji Miejskiej członek Tymczasowej Rady Municypalnej Warszawy, we wrześniu 1861 wszedł w skład komitetu organizacyjnego wyborów do rad miejskich. Należał też do komitetu organizacyjnego pogrzebu arcybiskupa warszawskiego Antoniego M. Fijałkowskiego 10 października 1861.
Po ogłoszeniu stanu wojennego 14 października 1861 roku i wtargnięciu wojska 15 października t.r. do katedry św. Jana i kościoła św. Anny, gdzie odbywały się nabożeństwa związane z rocznicą śmierci Tadeusza Kościuszki, należał do grupy duchownych, którzy wpłynęli na decyzję ówczesnego administratora archidiecezji warszawskiej ks. Antoniego Białobrzeskiego o zamknięciu kościołów w Warszawie.
19 października 1861 roku został osadzony w X Pawilonie Cytadeli Warszawskiej.
Decyzją namiestnika Królestwa Polskiego gen. Aleksandra Lüdersa z 15 lutego 1862 został zesłany  do guberni tobolskiej w Syberii Zachodniej.
Po powrocie do kraju w sierpniu 1862 na skutek amnestii z 29 kwietnia 1862 r. ponownie objął stanowisko wikarego w swojej dotychczasowej parafii. Podczas powstania styczniowego wygłaszał tam patriotyczne kazania, w następstwie czego został ponownie osadzony w X Pawilonie dnia 24 października 1863 roku.
Decyzją Stałej Komisji Śledczej z dnia 4 listopada 1863 roku, jako oskarżony o udział w powstaniu, wygłaszanie „podburzających” kazań oraz przechowywanie nielegalnych druków, został oddany pod sąd wojenny. Wyrokiem Audytoriatu Polowego z dnia 6 lutego 1864 roku został skazany na 10 lat katorgi syberyjskiej i pozbawienie praw stanu. Wywieziony z Warszawy w lutym 1864 roku, pracował w guberni irkuckiej.
W 1869 roku, po skróceniu mu okresu katorgi na skutek amnestii, został skierowany na osiedlenie do wsi Tunka w tejże guberni, gdzie przebywało wielu skazanych polskich duchownych. Utrzymywał się wówczas ze złotnictwa.
W 1874 przesiedlony do Kostromy w europejskiej części Rosji. Kilkakrotnie bezskutecznie zwracał się do władz o zwolnienie z zesłania.
Zmarł nagle w Kostromie 10 sierpnia 1880 roku na udar mózgu.